# Eternul Adam
Eternul Adam (în franceză L'Eternel Adam) este o povestire științifico-fantastică scrisă de Jules Verne și publicată postum, în 1910, de fiul său, Michel Jean Pierre Verne, în culegerea Ieri și mâine. Deși manuscrisul original a fost redactat de Jules Verne în ultimii ani de viață, el a fost modificat semnificativ de fiul său, Michel Verne.

## Subiectul
Subiectul, foarte pesimist, prezintă un cataclism planetar cauzat de un eșec științific. Autorul prezice moartea civilizației umane actuale și nașterea unei noi civilizații. Un arheolog din viitor regăsește un jurnal aparținând grupului de supraviețuitori ai unui cataclism care a dus la inundarea întregului pământ.
Grupul își găsește salvarea pe o insulă vulcanică. Singurul lor scop devine acela de a se hrăni, astfel că revin, încetul cu încetul, la stadiul de barbarie. Toate cunoștințele civilizației umane sunt uitate. Urmașii lor reușesc, mult mai târziu, să creeze o nouă civilizație, al cărei exponent este și arheologul din viitor.

## Teoria rotirii civilizațiilor
Verne emite ipoteza că fiecare civilizație umană ar putea să fie, de fapt, construită pe ruinele unor civilizații anterioare, distruse de un cataclism planetar. Astfel, civilizația noastră actuală ar fi construită pornind de la rămășițele împrăștiate ale celor care ar fi populat Atlantida respectiv Lemuria cu foarte mult timp în urmă. Cuplul de supraviețuitori din povestirea de față ar constitui, la rândul lor, noii Adam și Eva ai unor noi religii, înființate pe teritoriul Atlantidei, ridicat din nou din ape odată cu scufundarea celorlalte continente.

## Teme abordate în cadrul povestirii
- Prezentarea unui viitor îndepărtat (temă prezentă și în Parisul în secolul XX sau „Un oraș ideal”, dar mai ales în povestirea „În secolul XXIX. O zi din viața unui ziarist american în anul 2889”);
- Sfârșitul lumii;
- Rotirea civilizațiilor;
- Existența Atlantidei.

## Lista personajelor
- Sofr-Ai-Sr - zartog[2] din "Imperiul celor Patru Mări" (Atlantida)
- Naratorul din vremurile noastre
- Jean - fiul naratorului
- Germain - șoferul naratorului
- Modeste Simonat - șoferul naratorului
- George Raleigh - grădinarul naratorului
- Anna Raleigh - soția grădinarului
- Edith și Mary - fiicele familiei Raleigh
- Doctorul Bathurst - savant
- Doctorul Moreno - savant
- Williamson - proprietarul unei importante pescării din Rosario
- Rowling - proprietarul unei ferme de trufandale
- Mendoza - președintele tribunalului din Rosario

## Traduceri în limba română
- 1975 - "Eternul Adam" - în antologia Odiseea marțiană Maeștrii anticipației clasice, Ed. Minerva, traducere Ion Hobana
- 1991 - "Eternul Adam" - în colecția "Cartea de aur a anticipației", nr. 1, Ed. Libra, traducere Ion Hobana
- 2005 - "Edom" - în volumul O dramă în văzduh, Ed. Minerva, traducere Ion Hobana, ISBN 973-21-0729-4